# Maria von Tasnady
Maria von Tasnady, née le 16 novembre 1911 et morte le 16 mars 2001, est une chanteuse, actrice de théâtre et de cinéma hongroise. Elle est née sous le nom de Mária Tasnádi Fekete mais utilisera plusieurs autres noms de scène, dont Maria De Tasnady, au cours de sa carrière.

## Biographie
von Tasnady est née de parents d'origine hongroise en Transylvanie, à l'époque où le pays faisait encore partie de l'Empire austro-hongrois. Après son transfert en Roumanie après la Première Guerre mondiale, elle émigre en Hongrie. Elle est candidate au concours de Miss Europe de 1931 où elle représente la Hongrie, mais perd face à Jeanne Juilla, la candidate française. Installée dans  l'Allemagne de Weimar, elle fait ses débuts au cinéma en 1932.
von Tasnady apparaît dans vingt-cinq films au cours de sa carrière. Elle travaille en Allemagne, mais également en Hongrie, et en Italie, où elle joue dans le film de guerre patriotique Bengasi en 1942. Après la Seconde Guerre mondiale, elle est employée par Radio Free Europe.
Elle se marie au producteur de films Bruno Duday.

## Filmographie partielle
- 1932 : Wenn die Liebe Mode macht
- 1936 : La Neuvième Symphonie de Douglas Sirk
- 1937 : Menschen ohne Vaterland
- 1939 : Die Frau ohne Vergangenheit
- 1939 : Cinq Heures quarante (Öt óra 40) d'André de Toth
- 1939 : Deux Filles dans la rue (Két lány az utcán) d'André de Toth
- 1940 : Sarajevo
- 1941 : Alarm
- 1942 : Bengasi d'Augusto Genina
- 1942 : Inferno giallo
- 1951 : Caruso, la légende d'une voix de Giacomo Gentilomo
- 1955 : André und Ursula